# Игры и люди
«Игры и люди» (фр. Les jeux et les hommes) — книга французского писателя, философа и социолога Роже Кайуа о концепции игры, написанная в 1958 году. В этой работе Кайуа рассматривает игру как культурообразующий феномен и анализирует природные мотивы, побуждающие человека к игре. Он даёт определение феномену игры и разрабатывает её классификацию. Основу книги составляют критически переосмысленные идеи Йохана Хёйзинги об игровом феномене, а также собственные концепции Кайуа, изложенные в более ранних работах (например, «Человек и сакральное» (1939), фр. L’homme et le sacré).

## Содержание

### Основные идеи
Книга «Игры и люди» — работа про «второстепенный» материал игр. Кайуа говорит о том, что изначально игра воспринимается как нечто бессмысленное, пустое и ничего не производящее. Однако, если рассмотреть её в рамках социально-этнологического подхода, игра приобретет важное значение. Кайуа воспринимает её как продукт деятельности общества, или «второй природы». Одновременно, он ищет источники игрового импульса в самом человеке. То есть, игра объединяет в себе как социальное, так и инстинктивное; то, что создано самим человеком, и то, что дано ему природно, от рождения. Игра — это та иррациональная часть человеческой деятельности, которая в значительной степени влияет на рациональную, образует её.
Для Кайуа игра дуалистична: она объединяет в себе противоположные начала. Так, несмотря на то, что сам её феномен формирует культуру, общество, важной чертой игры является её замкнутость и отрешенность от внешнего мира. Внутри неё царят собственные правила, и если их нарушить, мир игры тут же распадется. То есть её феномен — это гиперреальность, симуляция. Кайуа пишет, что игра появляется как ответ на непредсказуемость и несправедливость жизни. Внутри неё действуют чёткие правила, а участник вступает в неё по собственной воле: «Игрой называется комплекс добровольных ограничений, принимаемых по собственной охоте и устанавливающих стабильный порядок».

### Определение игры, её основные черты
Кайуа, прежде всего, основывает своё определение игры на том, которое было предложено ещё Й. Хёйзингой. Согласно ему, игру можно назвать: 
... свободной деятельностью, которая осознается как „невзаправду“ и вне повседневной жизни выполняемое занятие, однако она может целиком овладевать играющим, не преследует при этом никакого прямого материального интереса, не ищет пользы, — свободной деятельностью, которая совершается внутри намеренно ограниченного пространства и времени, протекает упорядоченно, по определенным правилам и вызывает к жизни общественные группировки, предпочитающие окружать себя тайной либо подчеркивающие свое отличие от прочего мира всевозможной маскировкой.
Далее, он дополняет его, раскрывая подробнее характерные черты, присущие игре. Он отмечает, что сам феномен должен быть связан с развлекательным началом, также он сопряжён со своего рода таинством. Игра сама по себе бесплодна и «служит поводом к чистой трате» человеческих ресурсов, например, времени, энергии, или денег, в случае с азартными играми.
Кайуа определяет игру как деятельность:
1. свободную, то есть её нельзя сделать обязательной для игрока;
2. обособленную, то есть ограниченную в пространстве и времени точными и заранее установленными пределами;
3. с неопределённым исходом, то есть, нельзя ни предопределить её развитие, ни предугадать её результат, поскольку необходимость выдумки оставляет некоторую свободу для инициативы игрока;
4. непроизводительную, то есть не создающую ни благ, ни богатств, если не считать перемещения собственности между игроками, приводящую к точно такой же ситуации, что была в начале партии;
5. регулярную, подчинённую ряду конвенций, которые приостанавливают действие обычных законов и на какой-то момент учреждают новое законодательство, единственно действительное на время игры;
6. фиктивную, то есть сопровождаемую специфическим сознанием какой-то вторичной реальности или просто ирреальности по сравнению с обычной жизнью[5].

### Классификация игр
Кайуа вводит четыре основных вида игр, опираясь на присущие им черты и движущие человеческие инстинкты:
- Agon — категория состязательных игр, где искусственно вводится равенство шансов. Цель такой игры — выявить лучшего; при этом одинаковые условия способствуют достижению максимально точного, «чистого» результата. Участник может полагаться только на свои силы и умения. Примерами будут как спортивные игры, так и бильярд, шашки, шахматы и т. д.;
- Alea — категория азартных игр. Тут игроку ничего не подконтрольно, кроме решения участвовать. Он полностью полагается на волю судьбы. Эта категория помогает бесспорно выявить случайность. Таким образом, это вид контроля над непредсказуемой реальностью, который человек воплощает в форме игры;
- Mimicry — категория подражательных игр, где дух игры охраняется верой в образ. Так, если ребенку не подыгрывать, его фантазия будет разрушена, а если не верить актеру, не состоится спектакль. Целью такой игры будет симуляция реальности;
- Ilinx (Vertigo) — или головокружение. Категория игр, где человек сознательно вызывает у себя захватывающие ощущения, буквально головокружение. Таким образом игрок нарушает стабильность своего восприятия реальности. К этому классу Кайуа относит игры вроде волчка, также скоростную езду, скольжение и др. Отличительной чертой таких занятий является базовый инстинкт, который является побуждением к игре — влечение к бесчинству и разрушению.

Кроме того, Кайуа предлагает делить игры и в ином измерении в зависимости от того, как они регулируются, то есть, есть ли в них правила. Так в его классификации появляются:
- Paidia — «власть импровизации и веселья». Игры, где важно привлечь к себе внимание, ощутить себя причиной происходящего. Игры бесконтрольные;
- Ludus — игра, которая хранит в себе удовольствие от преодоления специально создаваемых трудностей. В последнем заключается вся прелесть игры. Такая игра -  это регламентированная активность. Отдельно Кайуа замечает, что подобные типы игр могут воплощаться в хобби (и таким образом сильно зависеть от моды). Примером может служить коллекционирование.

## Критика
В работе «Теоретические подходы к игре» (фр. Approches théoriques du jeu) Мариз Метра (Maryse Metra, IUFM Lyon) отмечает некоторые слабые места классификации, приведенной в «Играх и людях». Так, она пишет, что такие игры, как гляделки, можно одновременно отнести как к категории Alea, когда игрок полагается на судьбу, так и к Agon, где важно соревнование и выявление победителя, что делает разделение несовершенным. При этом стоит заметить, что сам Кайуа допускал возможность пересечения категорий игр.
Лоран ди Филиппо (Lauret di Filippo, Centre de recherche sur les médiations Université de Lorraine) в работе «Контекстуализация теорий игры Й.Хёйзинги и Р. Кайуа» (фр. Contextualizer les théories du jeu de Johan Huizings et Roger Caillois) отметил, что Хёйзинга, и Кайуа в частности, в своих работах недостаточно раскрыли сам предмет игры. Кроме того, он заметил, что на основе концепций вышеуказанных исследователей были составлены новые теории. По его мнению, эта цепь концепции нуждается в доработке.

## Влияние на науку и общество
Работа Кайуа в настоящее время используется как база для анализа игровых феноменов. Например, в педагогике при работе с ролевой игрой как с образовательной технологией. В российской педагогической школе фундаментальная классификация игры не столь популярна, как в зарубежной, однако отмечается значительный вклад Кайуа в её разработку. Теория автора больше используется за границей, в частности у французских исследователей при анализе игровых классификаций и привлекательности разных видов игр для детей.
Помимо этого "Игры и люди" повлияли на изучение феномена онлайн-игр. Например, определение и классификация Кайуа были использованы отечественным исследователем для определения сущности ММОРПГ, которую принято относить к развлекательным играм. По мнению автора, такая классификация ошибочна, так как ММОРПГ не подходит ни под один из шести пунктов, которыми Кайуа определяет игру:
"Подавляющее большинство популярных видов развлечений в MMORPG не отвечает четырём и более признакам игровой деятельности из шести возможных в формулировке Роже Кайуа". 
Отмечается также, что книга французского учёного была включена в курс “Понимание видеоигр” на coursera.org в качестве дополнительных материалов.